# Carl-Anders Norrlid
Carl-Anders Norrlid, född 21 oktober 1938 i Almundsryds socken, död 17 mars 1992 i Linköping, var en svensk barn- och ungdomsförfattare, även verksam som översättare.